# Lijst van spelers van SC Cambuur
Dit is een lijst van voetballers die minimaal één officiële wedstrijd hebben gespeeld in het eerste elftal van de Nederlandse betaaldvoetbalclub SC Cambuur, Leeuwarden of Cambuur Leeuwarden.

## A
- Johan Abma
- Marco Adema
- Jonathan Afolabi
- Jamal Akachar
- Achraf Akhamrane
- Stanley Akoy
- Rob Alflen
- Ilias Alhaft
- Frans Alma
- Pier Alma
- Carlo l'Ami
- Djavan Anderson
- Vytautas Andriuškevičius
- Agustín Anello
- Ype Anema
- Jarchinio Antonia
- Chima Anyasi
- Willem van der Ark
- Arno Arts
- Norair Aslanyan
- Shutlan Axwijk

## B
- Omar El Baad
- Tim Bakens
- Amar Bakkati
- Danny Bakker
- Erik Bakker
- Hampie Bakker
- Henry Bakker
- Remco Balk
- Alex Bangura
- Adnan Barakat
- Martijn Barto
- Richard Beekink
- Paul Beekmans
- Hendrik van Beelen
- Nino van den Beemt
- Fred Beerendonk
- André van Benthem
- Peter van den Berg
- Sierd van der Berg
- Ruud Berger
- Frank Berghuis
- Léon Bergsma
- Gregg Berhalter
- Valmir Berisha
- Jesse Bertrams
- Lucas Bijker
- Harvey Bischop
- Marco Bizot
- Jaap de Blaauw
- Delvechio Blackson
- Ale de Boer
- Remco Boere
- Tom Boere
- Daan Boerlage
- Jan Boersma
- Manuel Bölstler
- Brandon Bonifacio
- Loet Boot
- Foeke Booy
- Jappie Booy
- Jaap Bos
- Pieter Bos
- Jurjen Bosch
- Eise Bosma
- Kelvin Bossman
- Gino Bosz
- Arno Bouknegt
- Noureddine Boutzamar
- Sicco Bouwer
- Robert van Boxel
- Koen Brack
- Bart van Brakel
- Kevin Brands
- Michael Breij
- Jan Brijker
- Roel Brinks
- Leon Broekhof
- Raymond Bronkhorst
- Stanley Brouwer
- Jan Bruin
- Dick Bults
- Hans Bunnig
- Harry van Buuren
- Jack Byrne
- Sinan Bytyqi

## C
- Rodney Cairo
- Denis Calincov
- Julian Calor
- Len Cantello
- Willy Carbo
- Kasali Yinka Casal
- Arnau Casas
- Gabi Caschili
- Marc Castelijn
- Hakim Chatouani
- Tjaronn Chery
- Alexander Christovão
- Andrejs Cigaņiks
- Cody Claver
- Halil Çolak
- Pieter Collen
- Tyrone Conraad
- Daniel Crowley
- Ulrich Cruden
- Martin Cruijff
- Erik Cummins

## D
- Wessel Dammers
- Alvin Daniels
- Frits Dantuma
- Jouke Dantuma
- Jordy van Deelen
- Dirk Jan Derksen
- Johan Derksen
- Stefan Deuling
- Kévin Diaz
- Mark Diemers
- Dominique van Dijk
- Marinus Dijkhuizen
- Mart Dijkstra
- Charles Dissels
- Niels Donath
- Nick Doodeman
- Wout Droste
- Martin Dugas
- Kenan Durmuşoğlu
- Milko Ðurovski

## E
- Mollo Eijer
- Richard Elzinga
- Hans Erkelens
- Harvey Esajas
- Zabih Etemadi
- Rutger Etten
- Milan van Ewijk

## F
- Ronald Faber
- Oliver Feldballe
- Maickel Ferrier
- Jan Ferwerda
- Sander Fischer
- Jurjen Flisijn
- Navarone Foor
- Fabian de Freitas

## G
- Tomas Galvez
- François Gesthuizen
- Reza Ghoochannejhad
- Jack de Gier
- Daan Gonlag
- Martijn Gootjes
- Mees Gootjes
- Wim Goozen
- Jan Gösgens
- Kenneth Goudmijn
- Richard Goulooze
- Ninos Gouriye
- Jeremy de Graaf
- Alexander Grijpma
- Fred Grim
- Henk de Groot
- Jitse de Groot
- Johan Groote
- Danny Guijt
- Maxim Gullit
- Raymond Gyasi

## H
- Gerard de Haan
- Thomas Haan
- Jerry Haatrecht
- Winston Haatrecht
- Harry van den Ham
- Henk Hartkamp
- Sander Hartman
- Tarek Hashemi
- Thomas Hauser
- Ben Haverkort
- Eltje Hazelof
- Kai Heerings
- Rob van Heeswijk
- Boudy van der Heide
- Fokke van der Heide
- Jasper ter Heide
- Marco van der Heide
- Ruud ter Heide
- Sandor van der Heide
- Sjouke van der Heide
- Wim van der Heide
- Wout van der Heide
- Ties Heldens
- Michiel Hemmen
- Reinder Hendriks
- Sam Hendriks
- Henny Hendriksen
- Roy Hendriksen
- Iwan Henstra
- Arnold Herder
- Ferdino Hernandez
- Léon Hese
- Tom Hiariej
- Arp Hiemstra
- Kees Hiemstra
- Youns El Hilali
- Rob Hilbers
- Jeredy Hilterman
- Fran Hitchcock
- Giovanni Hiwat
- Mees Hoedemakers
- Jergé Hoefdraad
- Rody Hoegee
- Jan Hoekema
- Oeki Hoekema
- Frans Hoekstra
- Koko Hoekstra
- René Hoen
- Klaas ten Hoeve
- André Hofman
- Kerst Hofman
- Bertus Holkema
- Melvin Holwijn
- Henk Hommes
- Berry Hoogeveen
- Nico-Jan Hoogma
- Rick Hooijboer
- Xander Houtkoop
- Thijs Houwing
- Stephan van Hoving
- Geert Huitema
- Zweitse Huitema
- Willem Hupkes
- Danny van Husen
- Dave Huymans

## I
- Theo IJdema
- Miikka Ilo

## J
- Jamie Jacobs
- Anco Jansen
- Kevin Jansen
- Michael Jansen
- René Jansen
- Rudy Jansen
- Stefan Jansen
- Thijs Jansen
- Ron Janzen
- Bjørn Maars Johnsen
- Matías Jones
- Ate de Jong
- Erik de Jong
- Fedde de Jong
- Jaap de Jong
- Peter de Jong
- Gerrie de Jonge
- Toni Jonker
- Patrick Joosten
- Danny Jörns
- Broer Jullens
- Jurrick Juliana

## K
- Daniël van Kaam
- Kellian van der Kaap
- Issa Kallon
- Zdenko Kaprálik
- Bovar Karim
- Ferdinand Katipana
- Marcel Keizer
- Jeroen Ketting
- Tim Keurntjes
- Rachid El Khalifi
- Maikel Kieftenbeld
- Andy King
- Bert Kip
- } Ricardo Kip
- Kevin van Kippersluis
- Tamás Kiss
- Serhat Koç
- Milan de Koe
- Robert van Koesveld
- Henk Koetje
- Bert Konterman
- Jan Jaap Kooistra
- Wiebe Kooistra
- Koene Koopman
- Martin Koopman
- Frans Koornberg
- Giovanni Korte
- Joris Kramer
- Ronald Kramer
- Filip Krastev
- Piet Kriesch
- Lennart Krijger
- Appie Kuipers
- Roland Kuitert
- Gojko Kuzmanovic

## L
- Harry van der Laan
- Martijn van der Laan
- Darryl Lachman
- Delano Ladan
- Marc Landskroon
- Ulrich Landvreugd
- Carlo de Leeuw
- Melvin de Leeuw
- Michael de Leeuw
- Ramon Leeuwin
- Piet van der Lei
- André van der Leij
- Wietse van Leijen
- Ronald Lepez
- Evgeniy Levchenko
- Stefano Lilipaly
- Gerard Lippold
- Robbert te Loeke
- David Loggie
- Robert Loontjens
- Lionel Lord
- Gijs Luirink
- Jody Lukoki
- Tony Lulic

## M
- Nassir Maachi
- Felix Mambimbi
- Calvin Mac-Intosch
- Mimoun Mahi
- Mohamed El Makrini
- Rudy Mann
- Jurjan Mannes
- Elvis Manu
- Bram Marbus
- Bram Marsman
- Angelo Martha
- Dominik Mašek
- Justin Mathieu
- Robin Maulun
- Emmanuel Mbende
- Marc Mboua
- Rob McDonald
- George McEachran
- Tony McNulty
- Erik van der Meer
- Jan van der Meer
- Jhondly van der Meer
- Rob van der Meer
- Henny Meijer
- Dejan Meleg
- Peter Mentink
- Tyrique Mercera
- Francisco Metz
- Rudy Metz
- David Meul
- Bart van der Meulen
- Harry van der Meulen
- Geoffrey Meye
- Brett Minnema
- Michael Mols
- Jamiro Monteiro
- Paco van Moorsel
- Ruben Paolo Moreno
- Xavier Mous
- Mitar Mrkela
- Aan Mud
- Arie Mud
- Ibad Muhamadu
- Robert Mühren
- Jaap Mulder
- Paul Mulders
- Jeremy van Mullem
- Jelmer Mullender
- Danny Muller
- Frans de Munck

## N
- Chiró N'Toko
- Furdjel Narsingh
- Matthias Nartey
- Lars Näsman
- Robin Nelisse
- Bryant Nieling
- Leonard Nienhuis
- Sven Nieuwpoort
- Jos van Nieuwstadt
- Tim Nijssen
- Farshad Noor
- Bennie van Noord

## O
- Bartholomew Ogbeche
- Rienk Onsman
- Chima Onyeike
- Hans Ooft
- Jaap van Oosten
- Mark Oosterhof
- Ard Oosterlee
- Gerard Oosterloo
- Michel van Oostrum
- Ragnar Oratmangoen
- Yanick van Osch
- Sturla Ottesen
- Sjoerd Overgoor
- Alim Öztürk

## P
- Cees Paauwe
- René Panhuis
- Mitchel Paulissen
- Benjamin Pauwels
- Mark Payne
- Marvin Peersman
- Jos Peltzer
- Marlon Pereira
- Vincent Pichel
- Milco Pieren
- Mitchell Piqué
- Gregory Playfair
- Thomas Poll
- Romke Popma
- Danny Post
- Arjen Postma
- Meindert Postma
- Ron Postma
- Steyn Potma
- Maarten Pouwels
- Alexander Prent
- Jelte Priem

## R
- Jan van Raalte
- Léon Ramos
- Dennis van der Ree
- Etiënne Reijnen
- Daan Reiziger
- Ray Richardson
- Daniël de Ridder
- Wim Riechelmann
- Ben Rienstra
- Thomas Rier
- Tjeerd Rijpma
- René van Rijswijk
- Marcel Ritzmaier
- Nigel Robertha
- Dirk Roelfsema
- Jan Roelofsen
- Lody Roembiak
- Dave Rogers
- Tony Rölke
- Wim de Ron
- Bram Rontberg
- Peter de Roo
- Joris van Rooijen
- Mischa Rook
- Andries Roorda
- John Roos
- André Roosenburg jr.
- Klaus Roosenburg
- Martijn Roosenburg
- Yuri Rose
- Darren Rosheuvel
- Mikhail Rosheuvel
- Karim Rossi
- Joop Ruiter
- Robbin Ruiter
- Nico Runderkamp
- Albert Rusnák
- Randy Rustenberg

## S
- David Sambissa
- Marcel Schaapman
- Ruben Schaken
- Dennis Scharrenburg
- Twan Scheepers
- Bob Schepers
- Damiano Schet
- Robbert Schilder
- Mathias Schils
- Kevin Schindler
- Doke Schmidt
- Oebele Schokker
- Henny van Schoonhoven
- Klaas Schotanus
- Erik Schouten
- Gerrie Schouwenaar
- Bernard Schuiteman
- Chedric Seedorf
- Rocky Siberie
- Hans Sigmond
- Harry Sinkgraven
- Jelmer Slager
- Donovan Slijngard
- Walter Smak
- Floris Smand
- Bryan Smeets
- Dylan Smit
- Milan Smit
- Nicky Souren
- Willem Spindelaar
- Ben Spork
- Mads Spur-Mortensen
- Jaap Stam
- Koen Stam
- Sebastian Steblecki
- Henk van Steeg
- Matthew Steenvoorden
- John Stegeman
- Sonny Stevens
- Sander van de Streek
- Floyd Streete
- Marten Stienstra
- Sekou Sylla

## T
- Jasar Takak
- Erik Tammer
- Ben Tardy
- Gerrit Tardy
- Kenny Teijsse
- Dennis Telgenkamp
- Wim Temming
- Jeppe Tengbjerg
- Brian Tevreden
- Adnane Tighadouini
- Tarik Tissoudali
- Kees Tol
- Marco Tol
- Jayson Trommel
- Johan Tukker
- Oğuzhan Türk

## U
- Rodney Ubbergen
- Guus Uhlenbeek
- Roberts Uldriķis
- Fuat Usta
- Leonard van Utrecht

## V
- Geert van der Veen
- Kevin van Veen
- Yoram van der Veen
- Dick Veenstra
- Myles Veldman
- Davy Veltman
- Dicky Veltman
- Geale Veltman
- Ronny Venema
- Dominik Vergoossen
- Jan Verheijen
- João Virgínia
- Jeffrey de Visscher
- Daan Visser
- Sietze Visser
- Henk van der Vlag
- Peter van der Vlag
- Johan Vlietstra
- Rai Vloet
- Jonathan Vosselman
- Herman Vreeburg
- Ale Geert de Vries
- Geert Jelle de Vries
- Johnny de Vries
- Mark de Vries

## W
- Chris de Wagt
- Silvester van der Water
- Arend Karl van der Wel
- Tom van der Werff
- Sai van Wermeskerken
- Vito Wormgoor

## Z
- Roy Zeer
- Harm Zeinstra
- Oscar Zijlstra
- Angelo Zimmerman
- Johan Zuidema
- Michel van Zundert
- Jaap Zwaan